# Amedeo Preziosi

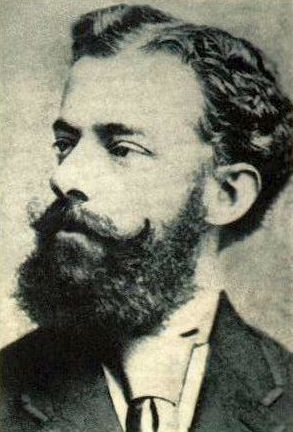
Amedeo Preziosi

Amedeo Preziosi (* 1816 in Valletta; † 1882 bei Istanbul) war ein maltesischer Maler, der vor allem für seine Darstellung von Städten, Landschaften und Straßenszenen des Balkans, Rumäniens und des Osmanischen Reiches bekannt wurde.

## Leben
Amedeo Preziosi wurde 1816 in Malta in eine Adelsfamilie geboren. Sein Vater Giovanni Francesco Preziosi war in hochrangigen Regierungspositionen tätig, unter anderem als Diplomat. Amedeo begeisterte sich früh für die Malerei und fand im maltesischen Künstler Giuseppe Hyzler einen Lehrer. Auf Wunsch des Vaters nahm Amedeo ein Rechtsstudium an der Sorbonne in Paris auf, jedoch widmete sich der Student weiterhin der Malerei, er besuchte die École des Beaux-Arts. Der Vater stand diesem Karriereweg kritisch gegenüber.
Aus diesem Grund, und weil er seine Heimat Malta für keinen angemessenen Ort für einen Künstler hielt, zog er Anfang der 1840er Jahre nach Istanbul. Die islamische Welt war ihm schon während seines Studiums von anderen Künstlern angepriesen worden. Im Jahre 1844 beauftragte ihn Robert Curzon, der damalige Sekretär des britischen Botschafters, mit der Erstellung der Bilderreihe Costumes of Constantinople, welches heute zur Sammlung des British Museum gehört. Preziosi fertigte in den folgenden Jahren weitere Alben an, darunter Souvenir du Caïre, welches auf einer Ägyptenreise entstand. Sein Atelier wurde zur Anlaufstelle westlicher Touristen und Reisender im Osmanischen Reich, 1869 erwarb der damalige Prince of Wales und spätere britische König Eduard VII. mehrere Gemälde des Künstlers. 
Ein Besuch des 1866 zum Fürsten von Rumänien erhobenen Karl I. führte zu einer Einladung nach Rumänien, wo Preziosi Landschaft und Menschen darstellen sollte. Nach seiner Ankunft in Bukarest 1868 begann er, Szenen des städtischen Lebens und Landschaftsbilder zu skizzieren, welche später in Istanbul zu Aquarellen weiterentwickelt wurden und an den Fürsten verkauft wurden. Skizzen, welche bei einem weiteren Besuch in Rumänien angefertigt wurden, befinden sich im Besitz des Munizipalmuseums Bukarest.
Durch die immer stärkere Verbreitung von Fotografie und Postkarten sowie Verbesserungen der Vervielfältigungstechnik wurde Preziosis Geschäftsmodell in den folgenden Jahren stark geschwächt. Im Jahre 1882 verstarb er bei einem Jagdunfall in der Nähe Istanbuls. Seine Werke gerieten zunächst in Vergessenheit, in den 1930er Jahren wurden sie in Rumänien erstmals wieder ausgestellt. In Großbritannien wurde ihm 1985 eine Ausstellung im Victoria and Albert Museum gewidmet.